# 馬堀車站

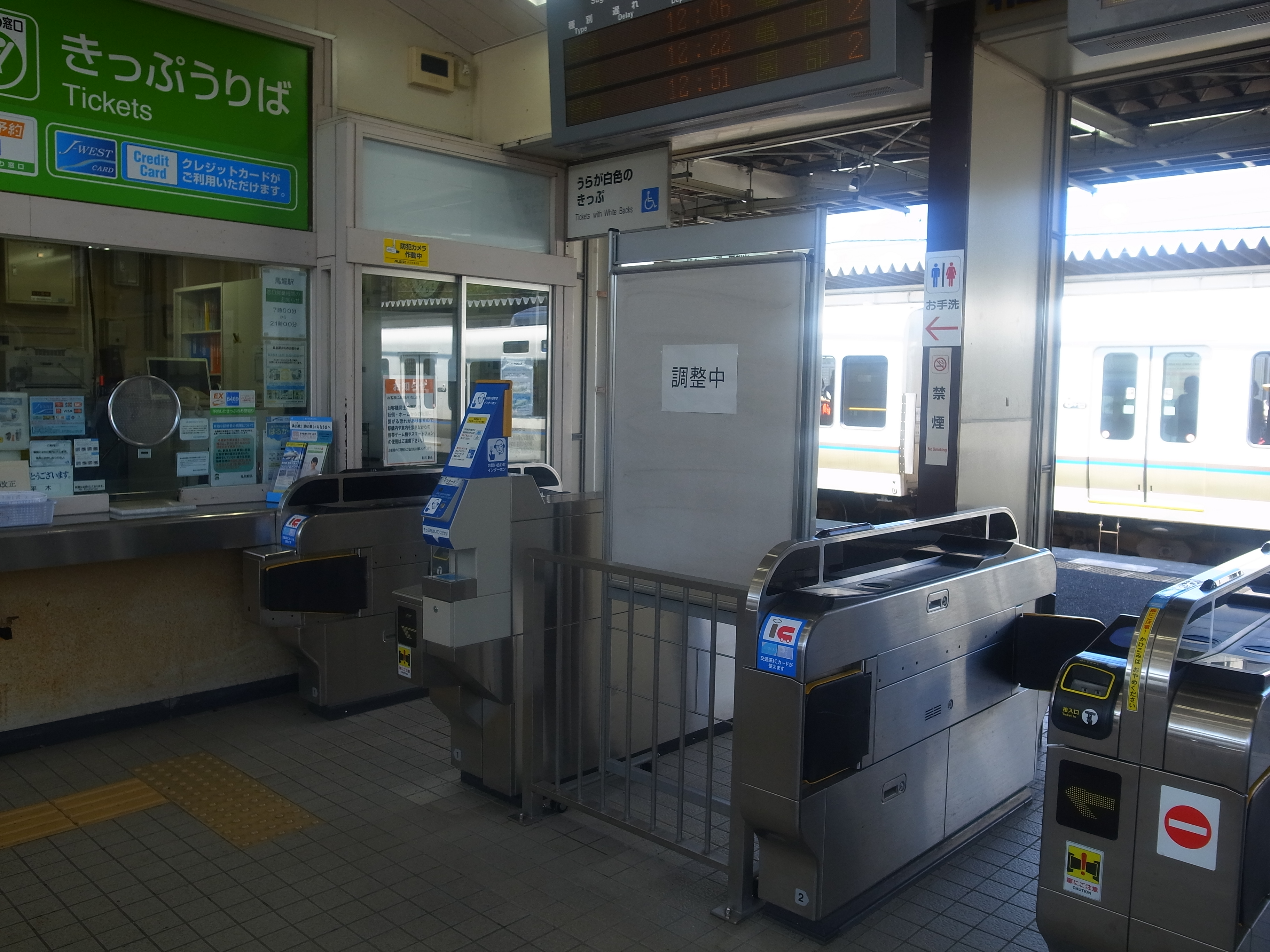
驗票口(2017年8月)

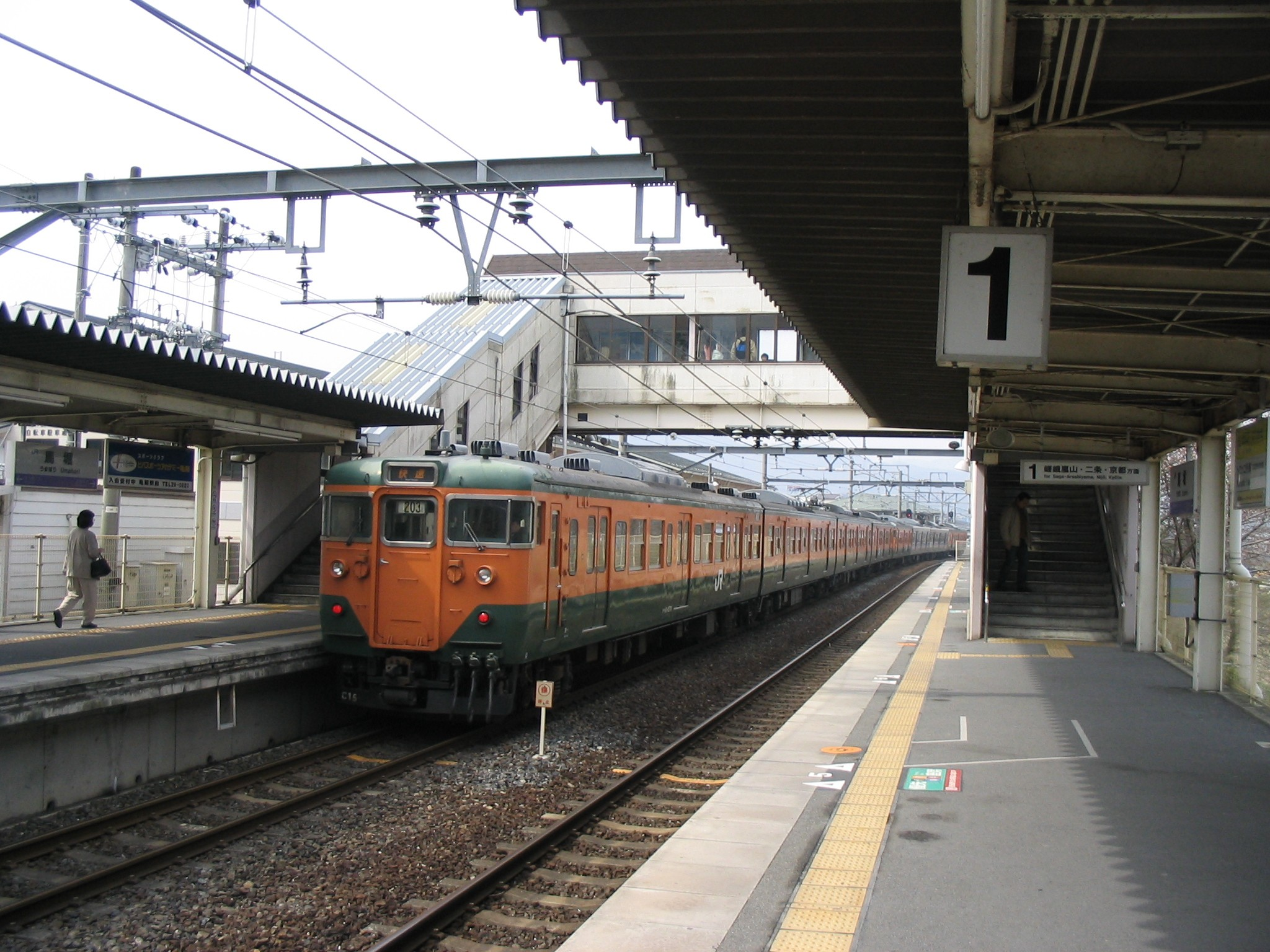
月台(2006年4月)

馬堀車站（日语：／ Umahori eki */?）是一由西日本旅客鐵道（JR西日本）所經營的鐵路車站，位於日本京都府龜岡市篠町，是山陰本線（嵯峨野線）沿線車站之一，隸屬於JR西日本京都支社管轄範圍，但委託由JR西日本的子公司JR西日本交通服務（ジェイアール西日本交通サービス）代為經營，是一個業務委託車站。

## 簡介
馬堀車站是1935年時在松尾山號誌站（今日的嵯峨野觀光鐵道小火車保津峽車站）與龜岡車站之間新設的客運車站，初設時的位置與今日的現址並不相同，目前的站址是在1989年時配合嵯峨（今嵯峨嵐山車站）至馬堀之間的山陰本線複線化工程完成、切換新線而遷移。馬堀車站原本只是個龜岡市郊的無人車站，但在1960年代由於周遭陸續開發了許多住宅區，逐漸發展成京都市的衛星市鎮，通勤旅客人次逐漸增加，而升格成為設有綠窗口的站員派駐車站。
由於嵯峨野觀光線的終點站、小火車龜岡車站就位於馬堀車站東側500公尺處，因此搭完觀光列車之後徒步至本站搭車返回京都的觀光客數量不少，兩站之間的道路上設有清楚的路標指示旅客該如何轉車。

## 車站
馬堀是個配置有一對對向式月台、2條乘車線的地面車站。2008年12月隨着至龜岡的複線化完工，未設有轉轍器或閉塞號誌的馬堀，被JR定義為「停留所」等級的車站（位在閉塞區間內，雖然設有複線但因缺乏適當號誌設備而不適合進行列車待避行為的停車場地）。

### 月台配置
| 月台 | 路線     | 方向 | 目的地                   |
| ---- | -------- | ---- | ------------------------ |
| 1    | 嵯峨野線 | 上行 | 往二條、京都方向         |
| 2    | 嵯峨野線 | 下行 | 往龜岡、園部、福知山方向 |

## 使用情況
2017年（平成29年）度1日平均上車人次為4,756人。
京都等的睡城的地點，比起車站規模，使用人數非常多，有部分時間往京都方向的列車相當擁擠。另外，此站距離最近的嵯峨野觀光線的終點小火車龜岡站不遠，有許多觀光客使用，周邊居民更有不少希望快速列車停靠的聲音。
| 年度   | 1日平均 上車人次 |
| ------ | ---------------- |
| 1999年 | 4,595            |
| 2000年 | 4,625            |
| 2001年 | 4,630            |
| 2002年 | 4,605            |
| 2003年 | 4,627            |
| 2004年 | 4,668            |
| 2005年 | 4,636            |
| 2006年 | 4,690            |
| 2007年 | 4,702            |
| 2008年 | 4,677            |
| 2009年 | 4,559            |
| 2010年 | 4,488            |
| 2011年 | 4,525            |
| 2012年 | 4,600            |
| 2013年 | 4,666            |
| 2014年 | 4,638            |
| 2015年 | 4,732            |
| 2016年 | 4,710            |
| 2017年 | 4,756            |
| 2018年 | 4,740            |

## 相鄰車站
西日本旅客鐵道
 嵯峨野線（山陰本線）
■快速
通過
■普通
保津峽（JR-E09）－馬堀（JR-E10）－龜岡（JR-E11）

## 外部連結
- 馬堀｜車站資訊：JR出門網 - 西日本旅客鐵道